# Tunay Kassa

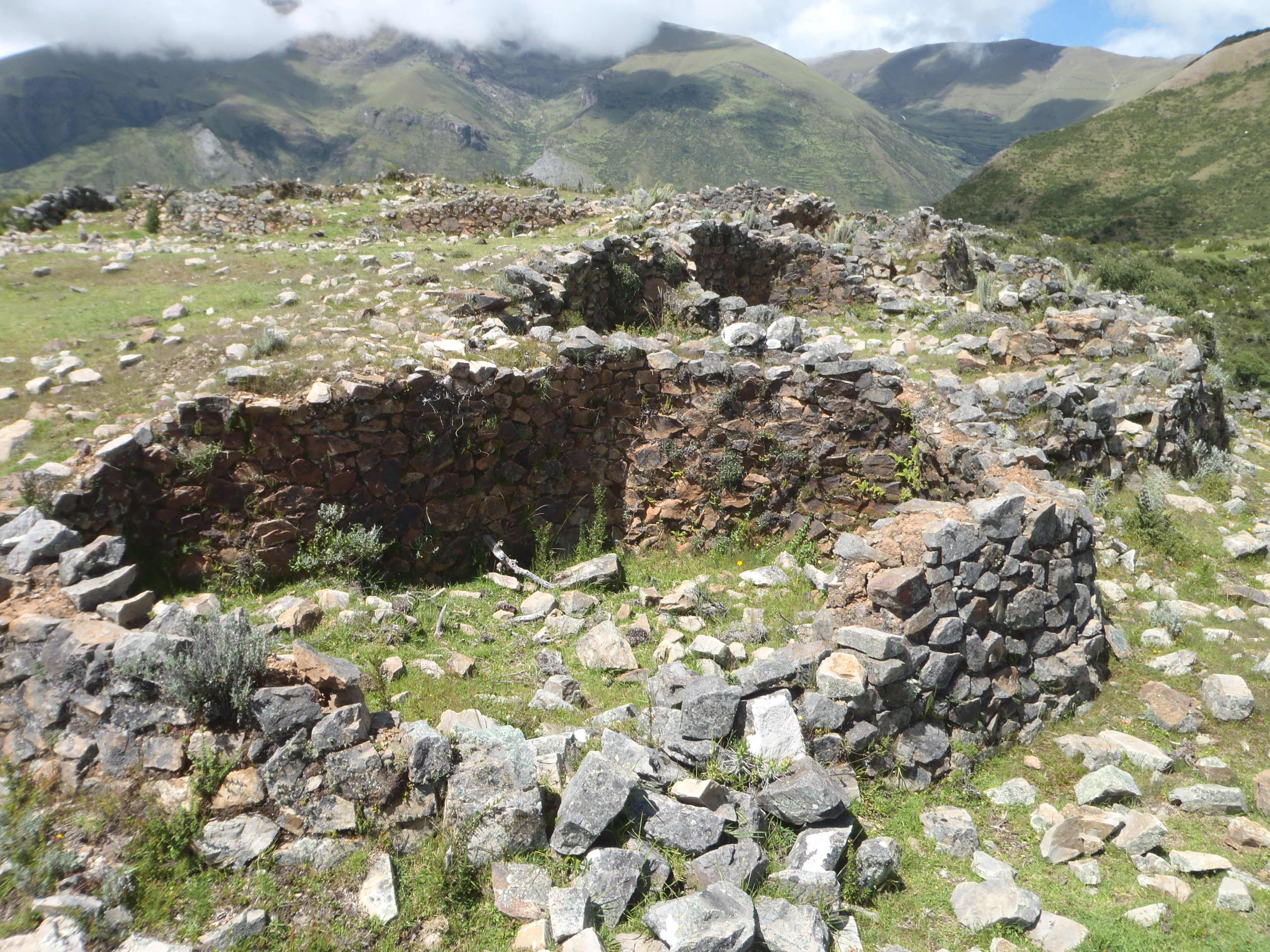
Casas de Tunay Kassa

Situado encima del monte Tunay Kassa, 3500 m.s.n.m, 4 kilómetros al sureste del pueblo de Yanaca, Perú, las ruinas de Tunay Kassa son las más conocidas en el pueblo. Estas ruinas muestran la existencia antigua de una ciudad bastante importante. Tunay Kassa es parte del grupo arqueológico de Yanaca.
En varias hectáreas, se puede notar la presencia de centenares de casas antiguas rectangulares cuya superficie varia de 3 a 4 metros cuadrados. 
Según la cantidad muy importante des andenerías en torno al pueblo, se puede suponer que la actividad principal del pueblo era la agricultura.
Se nota también algunas plazas centrales y de un sitio que parece ser para rituales y ceremonias. 

## Historia
Algunos investigadores de las culturas pre incas, señalan que; los primeros pobladores en las tierras de la provincia de Abancay, posiblemente fueron los Yanas, quienes se encontraban alrededor de Chalhuanca. (Yanaca Aymaraes) que se extendieron hasta las faldas del Sara Sara y Solimana y los Quichuas, que vivían en lugares aledaños de los afluentes de los ríos de Apurímac y Pachachaca.
En tiempos muy remotos los quichuas habitaban en los valles de Amanccay y Andahuaylas, pero fueron hostigados y desalojados por el año 800 por los Chancas y estableciéndose en el ayllu de los Tacmaras y probablemente fundaron los antiguos pueblos de Qorwani y Ninamarca. 
Desde ese momento la zona se convirtió en estratégica por causa de las pugnas entre los Aymaras, quichuas, Chancas e Incas del Cusco. Los primeros pobladores de Abancay, vivieron en agrupaciones pequeñas como: los Yanas, los Pocras, los Soras, los Antahuaylas, los Humasuyus y posteriormente la aparición de los Quichuas que habitaron al Noroeste del río Pachachaca.
Los pueblos pre incas más cercanos a Abancay se encuentran a pocos kilómetros. Destaca, por haber sido más estudiado el asentamiento de Yanaca. 
Yanaca, sobrevivió hasta que los incas llegaron a esa parte de la geografía de Abancay.
Según los escritos de Guamán Poma de Ayala, en los años 1350-1400, estas tribus Yanas se sometieron voluntariamente a las fuerzas conquistadoras del Inca Mayta Cápac y más adelante su hermano, Tito Cápac Yupanqui. Pasaron por el lugar llamado Yawarcco y el camino Atun Paqcha, un camino que existe todavía.
Durante el dominio absoluto de los Incas, parece ser, según algunos autores, que los Yanas, se habían sometido a los Incas, aunque no se puede usar el término de esclavo Muchos autores han intentado estudiar la cultura de los Yanas durante la época Inca, pero muchas preguntas quedan todavía sin responder. 
Por ejemplo, algunos autores como Garcilaso, describen a los Yanas como sirvientes de los Incas. Otros dicen que los Yanas ayudaban simplemente a los Incas.
Cabello Balboa, por ejemplo, habla de 6000 rebeldes de Yanayaco, que casi fueron ejecutados por los Incas. 
Pedros José Ríos Velásquez, supone que la última versión podría ser la más cercana a la verdad, puesto que durante el reino de Pachacutec, se alejaban los rebeldes hacia los pueblos andinos que se encontraban lejos de Cuzco, la capital.
Zuideimas, confirma también esta teoría. Su investigación le llevó a descubrir que Yanaca era una ciudad que tenía un rol importante dentro de la organización social, política y religiosa de los Incas.
Los restos pre incas, cercanos a Abancay son los de Tunay Kassa: situado encima del monte Tunay Kassa, 3500 m.s.n.m, 4 kilómetros al Sur Este del pueblo de Yanaca, las ruinas de Tunay Kassa son las más conocidas en el pueblo. Estas ruinas muestran la existencia antigua de una ciudad bastante importante.
Las andenerías; aunque existen varios mitos sobre la creación de los andenes, estos fueron construidos por los pueblos pre-incas para sus cultivos, especialmente el maíz. Muy poca gente sigue manteniéndolos y utilizándolos hoy en día.
Los apus; según la religión antigua andina, son divinidades representadas por las montañas. En Yanaca los apus venerados se llamaban: Tunay Kassa, Cóndor Carca, Solimana, Sara Sara. 
Los apus, controlaban el comportamiento de la naturaleza, como la lluvia, las heladas, las cosechas, pero también la fertilidad, las enfermedades, los accidentes, etc. Se hacían ritos para las apus como la ‘’tinka’’ o el ‘’despacho’’ en varios momentos de la vida, especialmente al empezar la siembra. De la misma manera se adoraba la Pacha Mama y la Pacha tierra.

## Páginas externas
- Video disponible en la página de Yanaca.org